# 琥珀之月
琥珀之月（英語：Amber moon）是一種含有塔巴斯科辣椒醬、生蛋和威士忌（或伏特加）的雞尾酒。它通常被認為是一種解宿醉的酒，儘管沒有科學根據表明飲酒可以有效治療宿醉。它類似於草原牡蠣，另一種用生蛋製成的傳統解酒飲料，不過草原牡蠣通常不含酒精。
琥珀之月出現在1974年的懸疑電影《東方快車謀殺案》中，該電影改編自阿嘉莎·克莉斯蒂的1934年同名小說。在電影中，管家愛德華·貝多斯先生（由約翰·吉爾古德飾演）在早上發現謀殺案之前將這種飲料帶給他的雇主薩繆埃爾·雷切特先生。貝多斯敲了敲死者的火車車廂門說道：「是我先生，貝多斯，我帶了你的提神器，你的琥珀之月，雷切特先生。」之後貝多斯被偵探赫丘勒·白羅詢問雷切特的死，後來被揭露是卑鄙的兒童兇手蘭弗蘭科·卡塞蒂，並說道：「他的早餐是他的琥珀之月。他直到它完全發揮作用才起床。」影片中的琥珀之月是用伏特加調製的，而非威士忌。
克拉克·蓋博在電影《某某同志》中為自己做了一個琥珀之月。
電影《阿達一族2》中也為普伯特准備了琥珀之月。
1971年西部片《麥凱比與米勒夫人》的男主角華倫·比提多次飲用這種飲料。
在網路電視連續劇《俄羅斯娃娃：派對迴旋》中可以看到琥珀之月。